# Volker Tschuschke
Volker Tschuschke (* 13. Oktober 1947 in Gevelsberg) ist ein deutscher Psychologe, Soziologe, Psychoanalytiker und emeritierter Hochschullehrer. Er war bis Ende Februar 2013 Inhaber des Lehrstuhls für Medizinische Psychologie an der Universität zu Köln. Vom Sommer 2013 bis zum Frühjahr 2017 leitete er an der Sigmund Freud Privatuniversität Berlin den neu einzurichtenden Studiengang Psychotherapiewissenschaft.

## Leben
Nach einer kaufmännischen Lehre in der Autoelektrikindustrie, Grundwehrdienst und Abitur auf dem zweiten Bildungsweg studierte er Psychologie und Soziologie mit Diplom-Abschluss in Psychologie an der Universität Münster. Von 1984 bis 1991 absolvierte er erfolgreich seine Ausbildung zum Psychoanalytiker an der Stuttgarter Akademie für Tiefenpsychologie und Psychoanalyse. Von 1988 bis 2014 war er als Psychologischer Psychotherapeut praktisch tätig. Er war in verschiedenen staatlich anerkannten Ausbildungsinstituten für Ärztliche und Psychologische Psychotherapeuten als Dozent und Supervisor tätig. Gegenwärtig arbeitet er als Dozent und Supervisor an der Deutschen Akademie für Tiefenpsychologie und Psychoanalyse (DAP) in Berlin mit und leitet dort die Weiterbildung in tiefenpsychologischer/psychoanalytischer Gruppenpsychotherapie.
Von 1980 bis 1990 war Tschuschke in der Forschungsstelle für Psychotherapie in Stuttgart tätig, wo er 1986 zu aggressiven und ängstlichen Affekten im Rahmen von Prozess-Ergebnisforschung in Gruppenpsychotherapien (am Ulmer Lehrstuhl Klinische Sozialpsychologie von Helmut Enke) promovierte. Von 1990 bis 1996 war er an der Abteilung für Psychotherapie bei Horst Kächele an der Universität Ulm tätig, wo er auch 1992 im Fach Psychotherapie habilitiert wurde. Von 1994 bis 1995 vertrat er den Lehrstuhl für Psychoanalyse an der Universität Frankfurt am Main. Von September 1996 bis zu seiner Emeritierung Ende Februar 2013 war er Professor und Lehrstuhlinhaber im Fach Medizinische Psychologie an der Universität zu Köln. Tschuschke hat sich auf die Bereiche Psychotherapieforschung (v. a. Einzel- und Gruppenpsychotherapie) und Psychoonkologie spezialisiert. 2000 erhielt er zusammen mit Horst Kächele und anderen den Römer-Preis des Deutschen Kollegiums für Psychosomatische Medizin für Erkenntnisse zur psychosozialen Bewältigung einer Knochenmarktransplantation bei Leukämie-Erkrankung.
Seit seiner Emeritierung im Jahr 2013 konzentriert sich Tschuschke neben der Herausgabe verschiedener Fachbücher zunehmend mehr auf gesellschaftspolitische Zusammenhänge, indem er seine psychologischen und psychoanalytischen Fachkenntnisse in Verbindung bringt mit politischen, sozialen und ökonomischen Entscheidungen auf innenpolitischen wie außenpolitischen Ebenen. Insbesondere ist es sein Anliegen, die durch den menschlichen Faktor negativ beeinflussten gesellschaftspolitischen Entwicklungen in freiheitlichen Demokratien zu benennen und mögliche Auswege zu diskutieren.

## Publikationen
Als Autor:
- Wirkfaktoren stationärer Gruppenpsychotherapie. Prozess – Ergebnis – Relationen. Vandenhoeck und Ruprecht, Göttingen 1993.
- mit Claudia Heckrath, Wolfgang Tress: Zwischen Konfusion und Makulatur. Zum Wert der Berner Psychotherapie-Studie von Grawe, Donati und Bernauer. Vandenhoeck und Ruprecht, Göttingen 1997.
- Nützt mir Psychotherapie? Hilfen zur Entscheidung. Vandenhoeck und Ruprecht, Göttingen 1998.
- Psychoonkologie. Psychologische Aspekte der Entstehung und Bewältigung von Krebs. Schattauer, Stuttgart 2002; 2. Auflage 2005; 3. Auflage 2011.
- Kurzgruppenpsychotherapie. Theorie und Praxis. Springer, Wien 2003.
- Psychoonkologie. Psychologické Aspekte vzniku a zvládnuti rakoviny. Portál, Praha, Czechoslovakia 2004.
- mit Tamara Anbeh: Ambulante Gruppenpsychotherapie. Schattauer, Stuttgart 2008.
- Psiconcologia. Aspetti psicologici dell'insorgenza e della capacità di adattamento al cancro. Seconda edizione. CIC Editioni Internationali, Roma, Italia 2008.
- mit Gabriele Angenendt, Ursula Schütze-Kreilkamp: Praxis der Psychoonkologie. Hippokrates, Stuttgart 2007; 2. Auflage 2010.
- mit Gabriele Angenendt, Ursula Schütze-Kreilkamp: Psychoonkologie v praxi - Psychoedukace, poradenstvi a terapie. Portál, Praha, Czechoslovakia 2010.
- mit Margit Koemeda-Lutz, Mario Schlegel: PAP-S-Rating-Manual (PAP-S-RM). Rating-Manual zur objektiven Einschätzung therapeutischer Interventionen von Psychotherapeuten unterschiedlicher schultheoretischer Konzepte. Schweizer Charta für Psychotherapie, Zürich 2014.
- Psychische Störungsbilder bei Kindern und Jugendlichen. Eine kritische Bestandsaufnahme evidenzbasierter Diagnostik und Behandlung. Kohlhammer, Stuttgart 2019, ISBN 978-3-17-030842-8.
- Psychoonkologie praktizieren – Welche Hilfe wann und bei wem? Schattauer, Stuttgart 2020.
- mit Hans Hopf: Emotionen und Affekte bei Kindern und Jugendlichen. Ihre Bedeutung für Entwicklung, Psychodynamik und Therapie. Kohlhammer, Stuttgart 2021, ISBN 978-3-17-037178-1.
- mit Gerd Lehmkuhl, Gabriele Meyer-Enders, Ulla Breuer, Franz Wienand: Sceno-2. Der Scenotest-2 - revidierte und aktualisierte Fassung des Scenotests von Gerdhild von Staabs. Hogrefe, Göttingen 2022.
- Zerbricht die Demokratie am Egoismus? Missverstandene Freiheit und die Folgen. Königshausen & Neumann, Würzburg 2023, ISBN 978-3-8260-7943-6.

Als Herausgeber:
- mit Helmut Enke und Walter Volk: Psychotherapeutisches Handeln. Kohlhammer, Stuttgart 1983.
- mit Dietmar Czogalik: Psychotherapie. Welche Effekte verändern? Zur Frage der Wirkmechanismen therapeutischer Prozesse. Springer, Berlin 1990.
- mit Bernhard Strauß, Jochen Eckert: Methoden der empirischen Gruppentherapieforschung. Ein Handbuch. Westdeutscher Verlag, Opladen 1996.
- mit Wolfgang Larbig: Psychoonkologische Interventionen. Therapeutisches Vorgehen und Ergebnisse. Reinhardt, München 2000.
- Praxis der Gruppenpsychotherapie. Thieme, Stuttgart 2001.
- mit Joachim Lindner, Gabriele Angenendt: Gruppentherapie in der psychosomatischen Rehabilitation. Psychosozial, Gießen 2007.
- Gruppenpsychotherapie. Von der Indikation bis zu Leitungstechniken. Thieme, Stuttgart 2010.
- mit Agnes von Wyl, Aureliano Crameri, Margit Koemeda-Lutz, Peter Schulthess: Was wirkt in der Psychotherapie? Ergebnisse der Praxisstudie ambulante Psychotherapie zu 10 unterschiedlichen Verfahren. Psychosozial, Gießen 2016.